# Veselská blata
Veselská blata jsou přírodní památka v okrese Tábor. Nachází se asi 8 km severozápadně od Veselí nad Lužnicí u obce Mažice v nadmořské výšce 413–427 m. Přírodní památka zasahuje do katastrálních území Borkovice, Klečaty, Komárov u Sobělavi, Mažice a Zálší. Je rozdělena do tří oddělených částí, z nichž některé těsně sousedí s přírodními rezervacemi Borkovická blata a Kozohlůdky. Chráněné území s rozlohou 453,82 ha bylo vyhlášeno 16. srpna 2011. Důvodem jeho zřízení je ochrana ekosystému pánevního rašeliniště přechodového typu se zbytky blatkových borů a se systémem zatopených ploch, podmáčených luk a mokřadů.
Přírodní památka Veselská Blata jsou součástí evropsky významné lokality Borkovická blata.